# Андруник Петро Петрович
Петро́ Петро́вич Андру́ник (нар. 16 червня 1982, Мельниця-Подільська, Борщівський р-н, Тернопільська обл. — пом. 25 грудня 2014, Новотошківське, Попаснянський р-н, Луганська обл.) — український військовик, солдат 3-ї бригади оперативного призначення Національної гвардії України. Кавалер ордена «За мужність» III ступеня (2015, посмертно), почесний громадянин Тернопільської області (2022, посмертно).

## Життєпис
У 1999 році закінчив Мельнице-Подільську школу. У навчанні не був відмінником, був активним у спорті, громадському житті школи. Закінчив Кам'янець-Подільське ПТУ № 26 (здобув фах монтажника санітарно-технічних систем і устаткування).
З 18 років захоплювався мисливством. Займався підприємницькою діяльністю спочатку в Кам'янці-Подільському, потім у Мельнице-Подільській.
Взимку був на Майдані на початку лютого, також 20 лютого. В армії не служив, доброволець, мобілізований у вересні 2014 року.
Близько 9:00 25 грудня 2014 року під час виконання бойового завдання з доставки паливно-мастильних матеріалів загинув внаслідок підриву на фугасі направленої дії, траса «Бахмутка», в районі Новотошківське — Оріхове Попаснянського району. Ще один військовослужбовець Національної гвардії, що перебував у кабіні вантажного автомобіля КрАЗ, яким кермував Андруник, зазнав тяжких поранень.
Вдома лишилися батьки Петро Михайлович та Ольга Василівна, сестра Галина, 9-річна донька від першого шлюбу, наречена — познайомилися в зоні бойових дій, медсестра, мали намір розписатися 1 січня 2015 року.
Похований 28 грудня в Мельниці-Подільській.

## Нагороди та вшанування
- орден «За мужність» III ступеня (26 лютого 2015, посмертно) — за особисту мужність і героїзм, виявлені у захисті державного суверенітету та територіальної цілісності України, вірність військовій присязі під час російсько-української війни[1];
- почесний громадянин Тернопільської області (26 серпня 2022, посмертно)[2];
- вшановується в меморіальному комплексі «Зала пам'яті», в щоденному ранковому церемоніалі 25 грудня[3][4].